# Yannick Dalmas
Yannick Dalmas (Le Beausset, 28 de julio de 1961) es un expiloto de automovilismo francés. Participó entre otras competencias, en Fórmula 1, y carreras de resistencia. En esta última disciplina, fue donde tuvo mayor éxito en su carrera, ya que ganó en cuatro oportunidades las 24 Horas de Le Mans (en 1992, 1994, 1995 y 1999), y llegó segundo en la carrera de 1993; además de ser campeón del Campeonato Mundial de Sport Prototipos en 1992, junto a Derek Warwick, y ganador las 12 Horas de Sebring en 1997.
Por otro lado, Yannick participó en 49 Grandes Premios de Fórmula 1, aunque solo logró clasificar para la largada en 24 de ellos. Su mejor resultado fue un 5.º puesto en el Gran Premio de Australia de 1987, pero no obtuvo puntos ya que en ese año corrió con el segundo automóvil de la escudería Larrousse, y el equipo había inscripto un solo auto en el campeonato.

## Carrera

### Inicios
Después de un comienzo prometedor en moto enduro, luego participó en el campeonato de  Fórmula Renault de Francia, donde fue tercero en 1983 y campeón en 1984, antes de pasar a la Fórmula 3 Francesa en 1985. En esta competición fue subcampeón en 1985, y campeón en 1986; además ganó el Gran Premio de Monaco de la Fórmula 3 en 1986. El año siguiente participó en la Fórmula 3000 Internacional, donde terminó quinto en el campeonato con 20 puntos, con 2 victorias y un quinto puesto.

### Fórmula 1
Yannick realizó su debut en F1 el 18 de octubre, de 1987 en el Gran Premio de México, conduciendo un auto Larrousse. Terminó noveno en su debut; hizo dos apariciones más en la F1 para el equipo, logrando un quinto puesto en el Gran Premio de Australia, pero no sumó puntos, ya que en 1987 corrió con el segundo auto de la escudería Larrousse, y el equipo había inscripto un solo auto en el campeonato. En 1988, compitió para el equipo la mayoría de la temporada; a finales de año, Dalmas le diagnosticaron legionelosis, que le obligó a perderse las dos últimas carreras. Aun así, no sumó ningún punto en 14 carreras disputadas. Se recuperó antes del inicio de 1989, para volver con Larrousse a la F1, pero tuvo un muy mal inicio de temporada, ya que de los primeros 6 Grandes Premios del año, Yannick solo logró calificar para la largada en una. Yannick fue reemplazado en Larrouse por Éric Bernard. Para el Gran Premio de Gran Bretaña y hasta al resto de la temporada, Yannick continuaría en la F1, formando parte del equipo AGS; pero le fue peor al piloto, ya que en 9 Grandes Premios no participó en la largada en ninguna de ellas; así terminaría una temporada donde no sumó puntos, y solo participó de una carrera.
Aun así, siguió en la categoría con AGS el año siguiente, participando en toda la temporada para ellos; solo se clasificó en cuatro carreras, no sumando ningún punto. Después de esa temporada Dalmas dejó la serie y comenzó a correr en carreras de resistencia. 

### Carreras de resistencias y de turismos

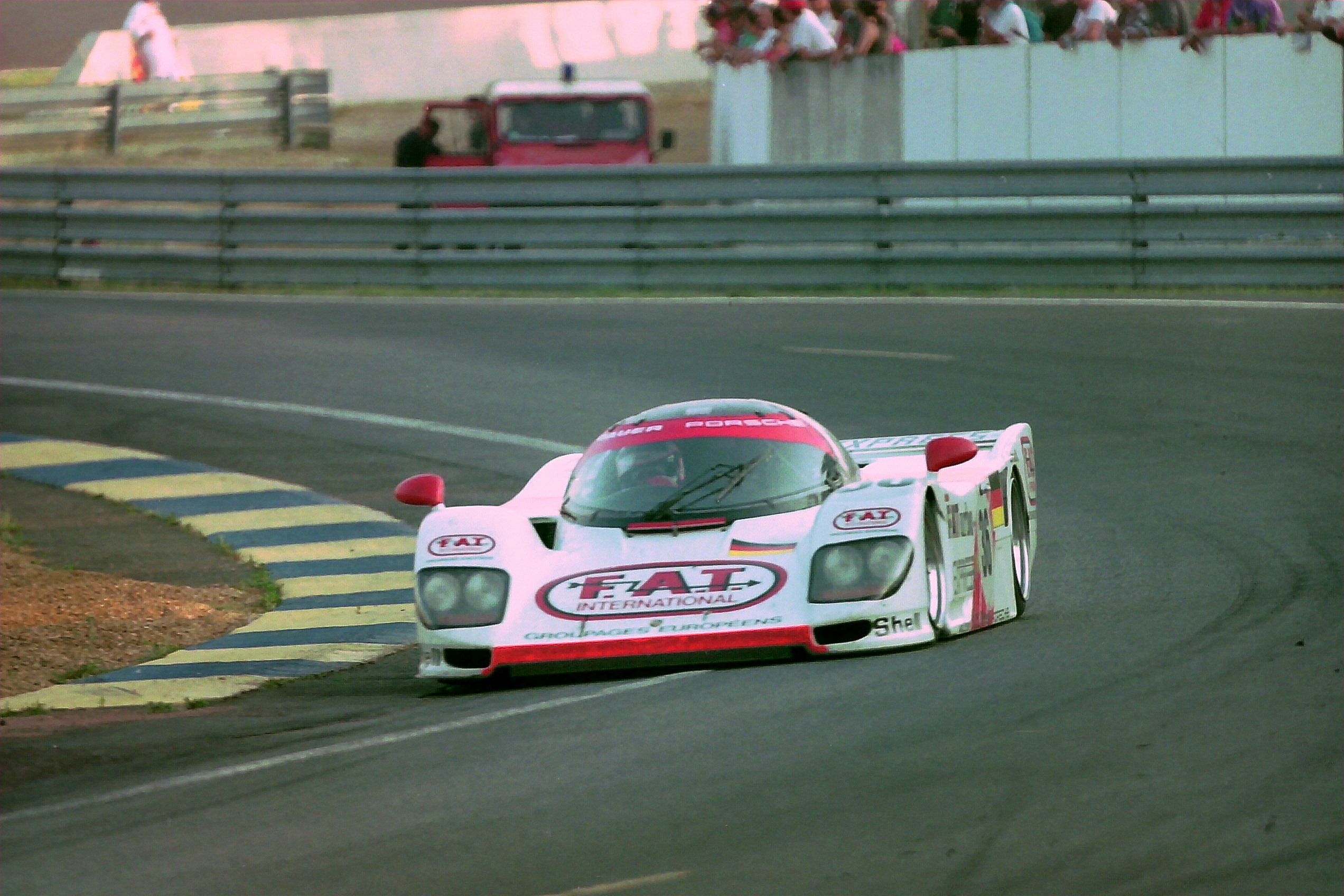
Dauer 962 LM en las 24 Horas de 1994.

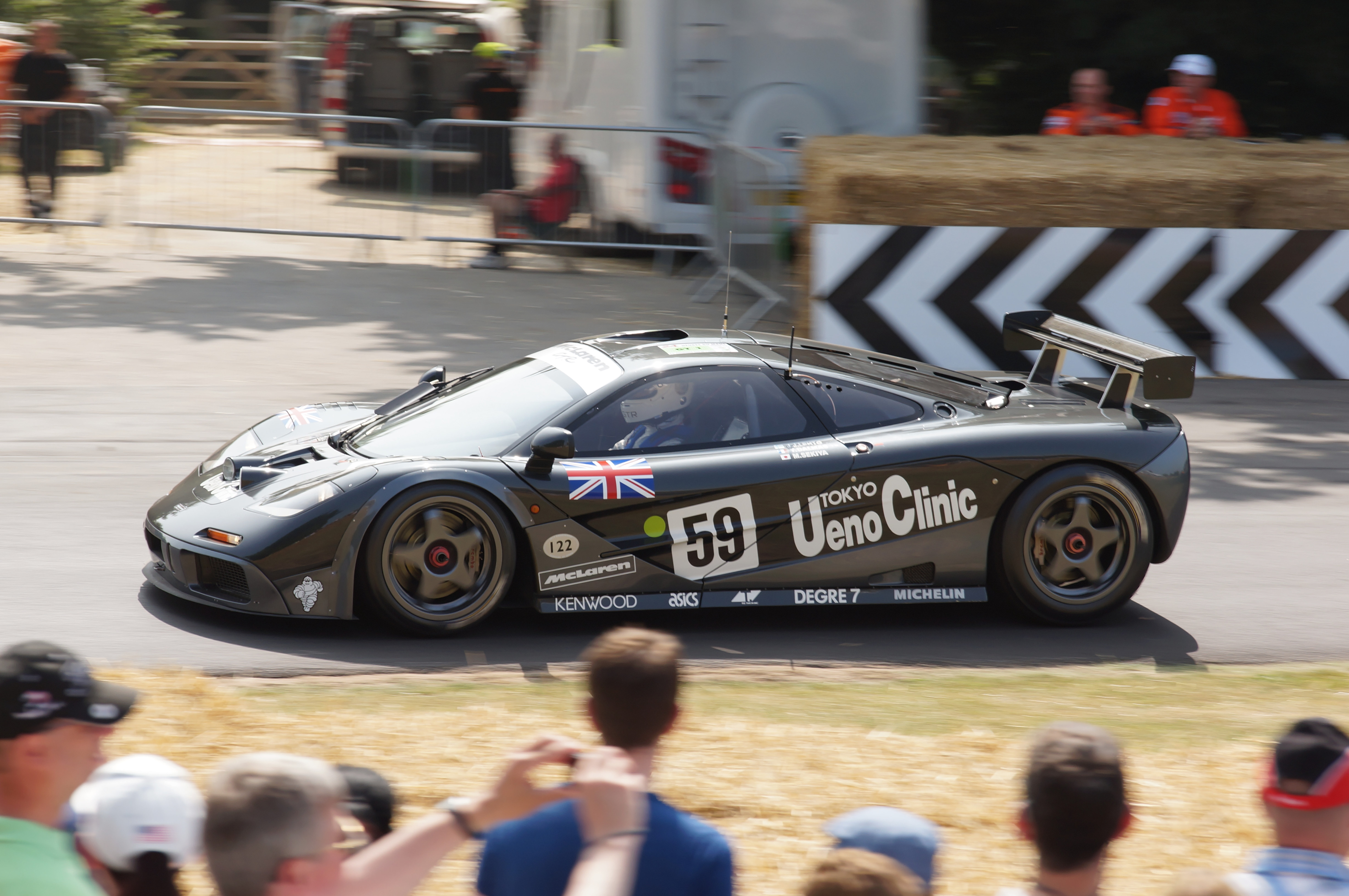
McLaren F1 GTR con el que ganó en Le Mans en 1995.

En 1991, Yannick empezó a competir en carreras de resistencia, formando parte del equipo oficial Peugeot hasta el año 1993; compitió en el Campeonato Mundial de Sport Prototipos de 1991, donde logró dos victorias y terminó en el puesto 16 en el campeonato. En 1992 fue campeón del Campeonato Mundial de Resistencia junto a Derek Warwick, con 3 victorias, 1 poles, y 5 podios, y ganador de las 24 Horas de Le Mans junto a Warwick y a Mark Blundell. En 1993, como el Campeonato Mundial de Resistencia cesó Peugeot participó solamente de las 24 horas de Le Mans, donde Yannick (junto a Teo Fabi y Thierry Boutsen) obtuvieron un segundo lugar detrás del otro Peugeot oficial. En paralelo, Dalmas compitió en el Campeonato Francés de Superturismos en 4 carreras con un Peugeot, con 1 pole, y 2 podios, y terminó noveno en el campeonato con 68 puntos.
En 1994, Yannick volvió a ganar las 24 Horas de Le Mans ahora con Hurley Haywood y Mauro Baldi, en un Dauer 962 LM. Ese año, también vuelve a la F1 para Larrousse para los Grandes Premios de Italia y Portugal, donde no sumó puntos. También en ese año participó en el Campeonato Francés de Superturismos con un Peugeot, donde consiguió 3 victorias, 6 podios, y 2 poles, para terminar cuarto en el campeonato.
En 1995, se unió al equipo Joest y disputó el Deutsche Tourenwagen Meisterschaft, y el International Touring Car Championship, con la marca Opel. Terminó en esos campeonato, en los puestos 19 (17 puntos), y 16 (15 puntos), respectivamente, sin sumar ninguna victoria ni podios en las dos categorías. También logró su tercera victoria en las 24 Horas de Le Mans al volante de un McLaren F1 GTR teniendo como compañaeros a J. J. Lehto y a Masanori Sekiya.
En 1996, todavía en Joest, participó en el campeonato ITC, donde terminó en la posición 17 (33 puntos), otra vez sin sumar ninguna victoria ni podios. En ese año terminaría segundo en su clase, y tercero en la general de las 24 horas de Le Mans.
Las dos temporadas siguientes, compitió en el Campeonato FIA GT con un Porsche, donde logró un quinto puesto en el campeonato de 1998; aparte ganó las 12 Horas de Sebring en 1997 con una Ferrari 333 SP, sin embargo en las 24 horas de Le Mans, no terminó la carrera en ambas ediciones.
Desde 1999 hasta 2002, Dalmas se dedicó, especialmente, a competir en las 24 horas de Le Mans, tratando de conseguir nuevas victorias. En esos años logró ganar la carrera en la edición de 1999, con un BMW V12 LMR, teniendo como compañeros a Joachim Winkelhock y a Pierluigi Martini. Después de la edición 2002, no compitió más en el deporte motor.

## Resultados

### Fórmula 1
(Clave) (negrita indica pole position) (cursiva indica vuelta rápida)

| Año  | Escudería                            | 1        | 2       | 3        | 4        | 5        | 6        | 7      | 8        | 9        | 10       | 11       | 12       | 13       | 14       | 15       | 16       | Pos. | Puntos |
| ---- | ------------------------------------ | -------- | ------- | -------- | -------- | -------- | -------- | ------ | -------- | -------- | -------- | -------- | -------- | -------- | -------- | -------- | -------- | ---- | ------ |
| 1987 | Larrousse Calmels                    | BRA      | SMR     | BEL      | MON      | USA      | FRA      | GBR    | GER      | HUN      | AUT      | ITA      | POR      | ESP      | MEX 9    | JPN 14   | AUS 5≠   | NC   | 0      |
| 1988 | Larrousse Calmels                    | BRA Ret  | SMR 12  | MON 7    | MEX 9    | CAN DNQ  | USA 7    | FRA 13 | GBR 13   | GER Ret  | HUN 9    | BEL Ret  | ITA Ret  | POR Ret  | ESP Ret  | JPN      | AUS      | NC   | 0      |
| 1989 | Equipe Larrousse                     | BRA DNQ  | SMR Ret | MON DNQ  | MEX DNQ  | USA DNQ  | CAN DNQ  | FRA    |          |          |          |          |          |          |          |          |          | NC   | 0      |
| 1989 | Automobiles Gonfaronnaises Sportives |          |         |          |          |          |          |        | GBR DNPQ | GER DNPQ | HUN DNPQ | BEL DNPQ | ITA DNPQ | POR DNPQ | ESP DNPQ | JPN DNPQ | AUS DNPQ | NC   | 0      |
| 1990 | Automobiles Gonfaronnaises Sportives | USA DNPQ | BRA Ret | SMR DNPQ | MON DNPQ | CAN DNPQ | MEX DNPQ | FRA 17 | GBR DNPQ | GER DNQ  | HUN DNQ  | BEL DNQ  | ITA NC   | POR Ret  | ESP 9    | JPN DNQ  | AUS DNQ  | NC   | 0      |
| 1994 | Tourtel Larrousse F1                 | BRA      | PAC     | SMR      | MON      | ESP      | CAN      | FRA    | GBR      | GER      | HUN      | BEL      | ITA Ret  | POR 14   | EUR      | JPN      | AUS      | NC   | 0      |

### 24 Horas de Le Mans
| Año  | Equipo                            | Copilotos                              | Automóvil                 | Clase  | Vueltas | Pos. Gral. | Pos. Clase |
| ---- | --------------------------------- | -------------------------------------- | ------------------------- | ------ | ------- | ---------- | ---------- |
| 1991 | Peugeot Talbot Sport              | Keke Rosberg Pierre-Henri Raphanel     | Peugeot 905               | C1     | 68      | DNF        | DNF        |
| 1992 | Peugeot Talbot Sport              | Derek Warwick Mark Blundell            | Peugeot 905 Evo 1B        | C1     | 352     | 1º         | 1º         |
| 1993 | Peugeot Talbot Sport              | Thierry Boutsen Teo Fabi               | Peugeot 905 Evo 1B        | C1     | 374     | 2º         | 2º         |
| 1994 | Le Mans Porsche Team Joest Racing | Hurley Haywood Mauro Baldi             | Dauer 962 Le Mans         | GT1    | 344     | 1º         | 1º         |
| 1995 | Kokusai Kaihatsu Racing           | Masanori Sekiya J. J. Lehto            | McLaren F1 GTR            | GT1    | 298     | 1º         | 1º         |
| 1996 | Porsche AG                        | Karl Wendlinger Scott Goodyear         | Porsche 911 GT1           | GT1    | 341     | 3º         | 2º         |
| 1997 | Porsche AG                        | Emmanuel Collard Ralf Kelleners        | Porsche 911 GT1           | GT1    | 327     | DNF        | DNF        |
| 1998 | Porsche AG Joest Racing           | Michele Alboreto Stefan Johansson      | Porsche LMP1-98           | LMP1   | 107     | DNF        | DNF        |
| 1999 | BMW Motorsport                    | Joachim Winkelhock Pierluigi Martini   | BMW V12 LMR               | LMP    | 365     | 1º         | 1º         |
| 2000 | MotorParts Team Oreca             | Nicolas Minassian Jean-Philippe Belloc | Reynard 2KQ-LM-MotorParts | LMP900 | 1       | DNF        | DNF        |
| 2001 | Viper Team Oreca                  | Stéphane Sarrazin Franck Montagny      | Chrysler LMP              | LMP900 | 126     | DNF        | DNF        |
| 2002 | Audi Sport Japan Team Goh         | Hiroki Katoh Seiji Ara                 | Audi R8                   | LMP900 | 358     | 7º         | 6º         |